# Intercontinental Church Society
L'Intercontinental Church Society (ICS), en français Société ecclésiastique intercontinentale, est une organisation missionnaire anglicane mondiale. L'ICS est une agence reconnue de l'Église d'Angleterre qui soutient des ministères en langue anglaise dans le monde entier, et notamment en Europe.

## Histoire

### Les sociétés mères

#### Mission dans les colonies britanniques
L'ICS trouve ses origines dans deux des nombreuses sociétés bénévoles surgissent du Réveil chrétien à la fin du XVIIIe et au début du XIXe siècle.
La première de ces sociétés est la Newfoundland School Society, fondée par Samuel Codner en 1823. Lors de la réunion annuelle Société biblique à Margate en 1821, il entend le Premier ministre Lord Liverpool déclarer que « les Britanniques avaient un devoir spécial à accomplir en raison de leurs vastes colonies » et il les invita à faire des efforts pour l'évangélisation. Codner convoqua une réunion au London Coffee House de Ludgate Hill le 30 juin 1823, « dans le but d'établir une société destinée à promouvoir l'éducation des pauvres à Terre-Neuve ».
En 1835, l'officier Frederick Chidley Irwin fait appel au révérend Baptist Noel pour construire une société de mission pour l'Australie. Une réunion a été convoquée au 32 Sackville Street, près de Piccadilly, avec le soutien de Lord Teignmouth (ancien gouverneur général de l'Inde) et de Lord Glenelg (secrétaire aux colonies), tous deux membres de la secte Clapham. Lors de cette réunion, la Western Australia Missionary Society est fondée.
Le premier missionnaire est le Révérend Dr Giustiniani. Des services sont créés à Guildford, Albany et Middle et Upper Swan. Au cours de l'année, le travail s'étend à la Nouvelle-Galles du Sud et la société change de nom pour Australia CMS. Deux ans plus tard, un nouveau changement devint nécessaire : le 15 mai 1838, la Colonial Church Society est créée pour toutes les colonies. Au 19e siècle, la Société est devenue la principale société pour les missions anglicanes auprès des britanniques. Il exerce son ministère en Australie, en Amérique du Nord britannique, en Afrique du Sud, à Nassau (Bahamas), aux Antilles britanniques, en Inde et à Hong Kong (marins dans les ports étrangers). À la fin des années 1840, elle a une implication mondiale, soutenant 43 agents avec un revenu de 4 000 £.

#### Mission en Europe
En 1838, la CCS précise sa mission : « Pour envoyer des ecclésiastiques, des catéchistes et des maîtres d'école dans les colonies de Grande-Bretagne et auprès des résidents britanniques dans d'autres parties du monde ». L'Assemblée générale du CCS du 14 mai 1839 « considéra qu'il était hautement opportun que l'attention et l'aide soient accordées aux résidents anglais sur le continent européen ».
La première subvention de 40 £ est accordée à un certain M. Robbins à Bagni-di-Lucca, en Toscane, où existe alors une congrégation de 90 à 100 personnes. En un an, elle était devenue autonome. William Chave (secrétaire clérical du CCS) entreprend une tournée de députation continentale en février 1840 et crée une organisation de soutien à Paris. Un soutien est apporté à des endroits comme Lille en 1839 pour qu'un district missionnaire inclue Amiens, Saint-Quentin, Arras, Cambrai, Cassel et Douai. L'année suivante, une subvention est accordée à Chantilly pour un ministère laïc basé à Paris pour un district missionnaire comprenant Courteuil, Mont-l'Évêque, Lamorlaye, Gouvieux et Creil. Également à Lyon en 1841 pour les bateliers fluviaux. Coblence est ajoutée en 1842 et La Haye et Rouen en 1843 - cette dernière pour les marins et les cheminots.
Les aumôneries saisonnières débutèrent en 1844 à Interlaken. En 1888, il y en avait 80 et au début de la Première Guerre mondiale, ce nombre s'élevait à 160, et ils devinrent une source de revenus pour la Société.

### The Colonial Church and School Society
Ces deux sociétés missionnaire existent alors parallèlement. Le 19 décembre 1839, Codner s'adressa au comité du CCS et demande l'union des deux sociétés.
L'union du NSS et du CCS a lieu le 1er janvier 1851 : sous le nom de Colonial Church and School Society. Mesac Thomas, par la suite premier évêque de Goulburn en Nouvelle-Galles du Sud, est nommé secrétaire général. En 1851, la Société soutient 18 membres du clergé, 63 enseignants, 20 femmes, et comptait sept patrons épiscopaux et 380 sympathisants cléricaux avec un revenu de 6 980 £. À la fin de la décennie, les chiffres ont augmenté : 254 missionnaires, 36 patrons épiscopaux, 2 420 sympathisants cléricaux avec un revenu de 27 887 £.
Cette décennie est marquée par des mesures systématiques visant à élever les normes et à coordonner les aumôneries continentales en Europe du Nord et centrale sous la direction de l'évêque de Londres. Le travail continental de la Société devient une partie intégrante de son travail colonial. William Chave (dernier secrétaire de la CCS) est nommé agent général en Europe en 1851 et est envoyé pour superviser les agents laïcs, suppléer la Société et recommander des actions. En 1852, il visite 20 stations balnéaires en France, en Allemagne et en Suisse. En 1857, la Société est impliquée dans 25 aumôneries, par exemple à Bâle, Lucerne, Vevey (1853), Zurich et La Haye (1854), et était prêt à se présenter à Lille, Brême, Stuttgart, Turin et Madrid. Un comité continental est créé en 1856 pour collecter des fonds et mettre en place un meilleur système sous la direction de l'évêque de Londres (AC Tait) qui exprime son approbation et qui devient membre de la Société en 1857.

### Colonial and Continental Church Society, 1861-1958

#### Avant la Première Guerre mondiale

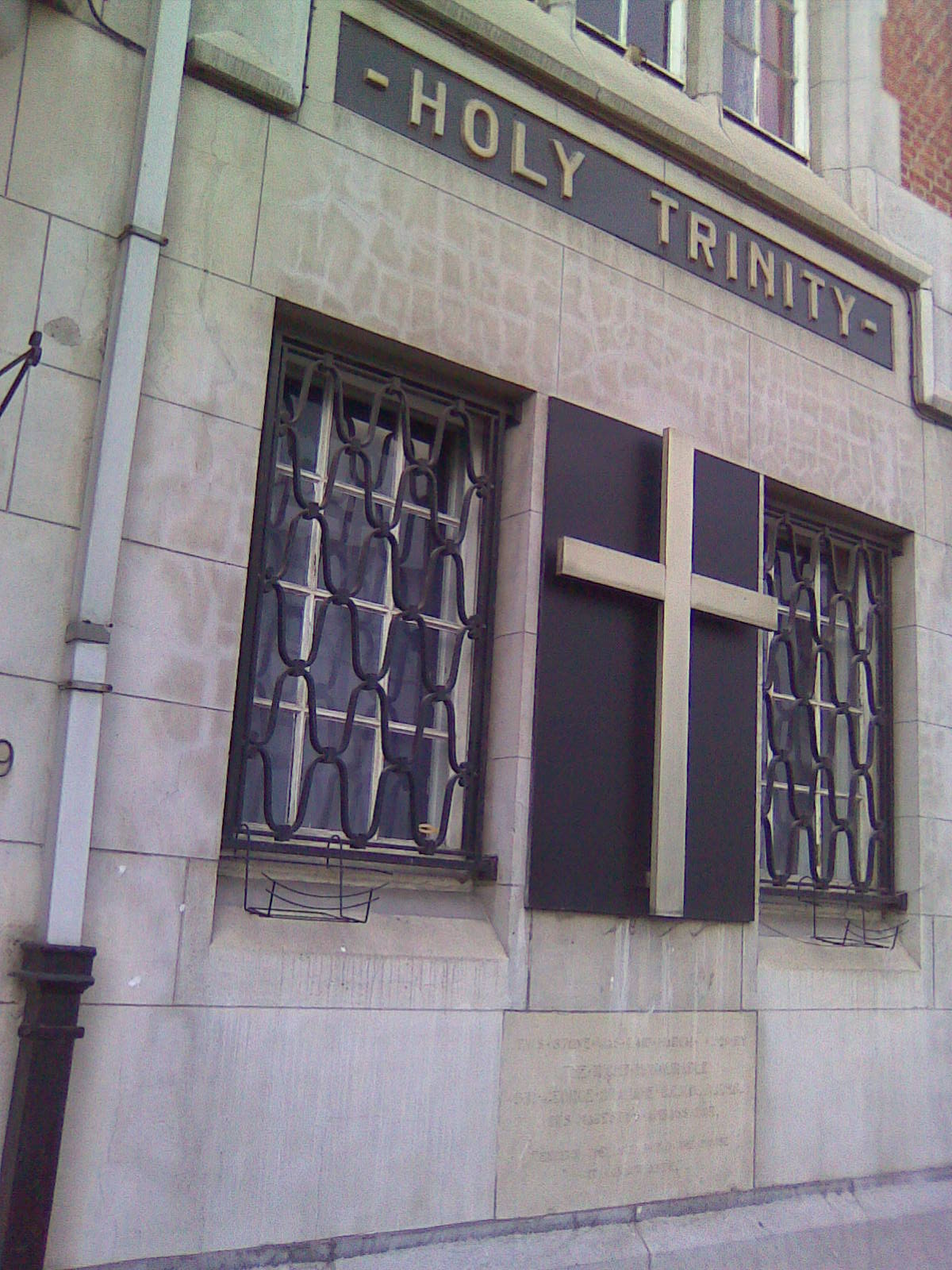
Pro-cathédrale de la Sainte-Trinité d'Ixelles, à côté de Bruxelles, construite en 1883 et résidence habituelle de l'évêque anglican de Gibraltar.

Le 1er mai 1861, Archibald Campbell Tait, évêque de Londres, et l'évêque de Winchester Charles Sumner proposent un nouveau titre pour la Société : la Colonial and Continental Church Society. L’objectif est de refléter plus fidèlement les deux domaines de son travail. Durant cette période, elle se concentre sur l'éducation populaire au Canada, y développe des missions subsidiaires et y établit un enseignement théologique ainsi que des missions auprès des Esquimaux. Elle soutient l'expansion dans le Far West canadien.
Parallèlement, les travaux se sont poursuivis dans les Indes occidentales, en Inde, en Afrique du Sud, en Australie et en Nouvelle-Zélande (diocèses de Waiapu, Auckland et Wellington).

#### Après la Première Guerre mondiale
Ces années (1920-1970) sont marquées par la transition de l’Empire au Commonwealth et durant cette période les Églises marchent vers l’autosuffisance et l’indépendance. La Société commence à retirer son aide et, en 1941-1942, elle retire d'environ 50 % de ses subventions aux diocèses canadiens. L’Australie connait le même mouvement et le processus d’autonomisation est achevé en 1952.
En mai 1919, la Bush Church-Aid Society for Australia and Tasmania est fondée. Les immigrants ont afflué vers l'Australie occidentale et Victoria et pour répondre à ce besoin, des développements suivent.
Les aumôneries saisonnières en Europe rouvrent en 1920 (France 8, Corfou 1, Italie 3, Portugal 1, Espagne 1, Suisse 23) et la tendance s'accentue jusque dans les années 1930. Mais les travaux sontà nouveau interrompus par la situation économique et la situation politique perturbée en Europe et ils prennent fin en 1938. Après la guerre, en 1946, Paris, Cannes, Ostende, Amsterdam et Oslo rouvrent leurs portes, mais un certain nombre d'églises ont été détruites. En 1948, 14 aumôneries permanentes ont rouvert leurs portes et en 1949, cinq aumôneries saisonnières d'hiver et 16 d'été sont en activité. Lorsque l'évêché de Fulham est créé en 1926,l'évêque est consacré pour contrôler l'Europe du Nord et du Centre. En 1948, une subvention est accordée à l'évêque de Gibraltar pour couvrir ses frais de voyage.
Dans les années 1970, David Steele est nommé membre du personnel chargé de développer le ministère auprès des touristes. En 1983, un nouveau ministère de camping fut lancé sous la direction de Charles Bonsall.

### Intercontinental Church Society(à partir de 1979)

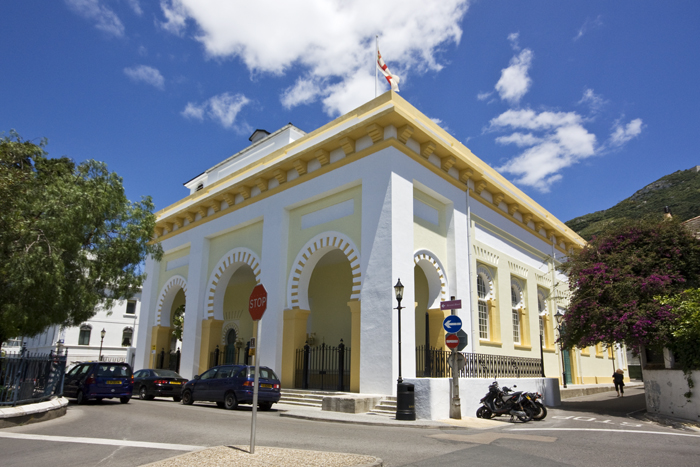
Cathédrale de la Sainte-Trinité de Gibraltar, inaugurée en 1838, siège du diocèse de Gibraltar en Europe.

L'Europe connait une nouvelle vague d'immigration en provenance des anciennes colonies britannique. De nouvelles chapelles sont construites.
La Société a été directement impliquée dans la création de : Ayia Napa (Chypre 1993), Leipzig (1995), Varsovie (1996) et Gdansk (1999), Nord (Pas-de-Calais basé à Lille 1998), Kiev (Ukraine 1999), Prague, Klaipeda (Lituanie 2000), Poitou-Charentes (6 centres ruraux en 1999), Bretagne (rural basé sur Ploërmel et deux autres centres 2000).
Le nom de la Société a été changé en 1958 en Commonwealth and Continental Church Society et en Intercontinental Church Society en 1979, car pratiquement tout le travail de la Société est alors réalisé en dehors des pays du Commonwealth.
ICS, ainsi que d'autres agences missionnaires, notamment la South American Mission Society (SAMS), la Church Society et Crosslinks, travaillent en Europe continentale depuis plus de 150 ans. Le diocèse de Gibraltar en Europe est créé en 1981.

## Aumôneries en Europe
| Pays               | Ville             | Aumônerie                                    |
| ------------------ | ----------------- | -------------------------------------------- |
| Belgique           | Bruges            | Saint Pierre*                                |
| Belgique           | Bruxelles         | pro-cathédrale de la Sainte-Trinité          |
| Belgique           | Courtrai          | église anglaise                              |
| Belgique           | Liege             | église anglaise                              |
| Belgique           | Knokke            | L'Église anglaise                            |
| Belgique           | Ostende           | L'Église anglaise*                           |
| Belgique           | Tervuren          | St.Paul*                                     |
| République tchèque | Prague            | Saint-Clément                                |
| France             | Aquitaine         | Aquitaine* et Bordeaux                       |
| France             | Bretagne          | Christ Church                                |
| France             | Cannes            | Holy Trinity*                                |
| France             | Chantilly         | Saint-Pierre*                                |
| France             | Grenoble          | Saint-Marc*                                  |
| France             | Lille             | Christ Church*                               |
| France             | Lyon              | Trinity Church*                              |
| France             | Maisons-Laffitte  | Holy Trinity Church*                         |
| France             | Paris             | église Saint-Michael*                        |
| France             | Poitou Charentes  | Christ the Good Shepherd                     |
| France             | Vendée            | All Saints                                   |
| France             | Versailles        | église Saint-Marc*                           |
| Allemagne          | Dresde            | Église Notre-Dame                            |
| Allemagne          | Fribourg          | Église anglicane de Fribourg                 |
| Allemagne          | Leipzig           | Église anglaise de Leipzig                   |
| Grèce              | Corfou            | Sainte Trinité                               |
| Pays-Bas           | Amersfoort        | Tous les saints                              |
| Pays-Bas           | Amsterdam         | Église du Christ*                            |
| Pays-Bas           | Amsterdam         | Aéroport d'Amsterdam-Schiphol                |
| Pays-Bas           | Arnhem et Nimègue | Église anglicane d'Arnhem* et de Nimègue*    |
| Pays-Bas           | Groningue         | Église anglicane Grace                       |
| Pays-Bas           | Heiloo            | Église du Christ*                            |
| Pays-Bas           | Rotterdam         | Sainte-Marie*                                |
| Pays-Bas           | La Haye           | Saint-Jean et Saint-Philippe*                |
| Pays-Bas           | Utrecht           | Sainte Trinité*                              |
| Pays-Bas           | Voorschoten       | St James*                                    |
| Pays-Bas           | Zwolle            | Église anglicane                             |
| Espagne            | Barcelone         | Saint George*                                |
| Espagne            | Ibiza             | L'Église anglophone d'Ibiza et de Formentera |
| Suisse             | Bâle              | Église anglicane de Bâle*                    |
| Suisse             | Château d'Œx      | Saint Pierre*                                |
| Suisse             | Neuchâtel         | Église anglaise de Neuchâtel                 |
| Suisse             | Vevey             | All Saints*                                  |
| Turquie            | Izmir             | St. John's                                   |